# Ludmilla Otzoup-Gorny Chiriaeff
Ludmilla Otzoup-Gorny Chiriaeff, plus connue sous le nom de Ludmilla Chiriaeff  G.O.Q., C.C., (née le 10 janvier 1924 à Berlin, et décédée le 22 septembre 1996 à Montréal au Canada à l'âge de 72 ans) est danseuse, chorégraphe, professeure et directrice de compagnies de danse professionnelle. Elle a immigré au Canada en 1952.
Elle fut la directrice fondatrice de la compagnie des Grands Ballets canadiens et de l'école de ballet qui y est rattachée qui deviendra l'École supérieure de ballet du Québec, le titre que nous lui connaissons aujourd'hui.
Le fonds d’archives de Ludmilla Chiriaeff (P952) est conservé au centre BAnQ Vieux-Montréal de Bibliothèque et Archives nationales du Québec.

## Biographie
Ludmilla Chiriaeff est née à Berlin en 1924, d’une mère de l'aristocratie polonaise (Radziwill) et d’un père russe. Ses parents ont fui la Russie vers la Lettonie lors de la révolution russe, avant de s'installer en Allemagne où a grandi Ludmilla Chiriaeff.
Ludmilla Chiriaeff est une personnalité importante liée au domaine de la danse au Québec et au Canada. Elle commence à suivre des cours de danse à l’âge de six ans, apprenant son art auprès de danseurs reconnus. En 1941, Ludmilla Chiriaeff est confinée dans un camp de travail consacré à produire de l'armement de guerre, les nazis la soupçonnant d'avoir du sang juif, ce qui suspend temporairement à sa carrière de danseuse. Après la guerre, elle s'installe en Suisse où elle fonde en 1949 le Ballet des Arts de Genève, sa première compagnie. Puis en 1952, Ludmilla Chiriaeff immigre à Montréal, au Canada. À son arrivée à Montréal, elle organise la troupe les Ballets Chiriaeff pour la télévision puis, Les Grands Ballets Canadiens (GBC). Ludmilla Chiriaeff est décédée en 1996 à l’âge de 72 ans et inhumée au cimetière orthodoxe russe Saint-Séraphim-de-Saroy à Rawdon.

## Carrière
Inscrite à l'âge de six ans dans une classe d'eurythmies au Centre Dalcroze de Berlin, Ludmilla Otzoup commence sa formation de ballet l'année suivante, en 1931, auprès d'Alexandra Nicolaïeva qui fut première danseuse du Ballet du Bolchoï à Moscou. Elle étudie également avec la fille et le gendre de Nicolaïeva, Xenia et Edouard Borovansky, jusqu'en 1939. Entre-temps elle prend aussi des cours privés avec Evgenia Eduardova, de 1933 à 1935. En 1936, à douze ans, elle est figurante dans la compagnie Les Ballets Russes du Colonel de Basil lors de leur passage à Berlin et danse dans les représentations de La Boutique Fantasque et de L'Oiseau de feu. Michel Fokine, ami de son père qu'elle a rencontré durant sa tendre enfance deviendra aussi une influence durable. En 1939, alors qu'elle a quinze ans, elle obtient un poste de demi-soliste au Théâtre Nollendorf. Elle y danse dans des opéras ainsi que des opérettes et, encouragée par Sabine Ress et Margot Rewendt, fait ses premières tentatives de chorégraphie.
Après la guerre, Otzoup vit plusieurs années en Suisse. De 1946 à 1948, elle est danseuse et soliste au Théâtre Municipal de Lausanne où elle y fait ses expériences à titre de chorégraphe dans un contexte professionnel. Puis elle est engagée au Kursaal de Genève pendant la saison 1948-1949. En janvier 1952, avec l'aide du Fonds de réparation pour l'émigration et la relocalisation, Mme Chiriaeff et sa famille émigrent au Canada et s'installent à Montréal où elle commence à enseigner la danse. Bientôt attirée par la communauté culturelle florissante de Montréal, elle est invitée à chorégraphier et à se produire pour la Société Radio-Canada, la toute jeune télévision publique, du côté de sa programmation francophone. Le groupe de danseurs qu'elle forme alors, qui s'appellera  Les Ballets Chiriaeff, apparaît régulièrement à L'Heure du Concert, une série culturelle hebdomadaire, et dans de nombreuses émissions spéciales.
Lors de son arrivée à Montréal en 1952, elle crée les Ballets Chiriaeff pour le bénéfice de ses apparitions à la télévision en plus de donner des cours de danse au Centre culturel de Notre-Dame-de-Grâce. La troupe se produira sur scène  pour la première fois en 1955. Puis, en 1957 elle incorpore sa compagnie sous le nom Les Grands Ballets Canadiens. L'année suivante en 1958, elle fonde l’Académie des Grands Ballets Canadiens, où elle fut directrice. Pendant la saison 1966-1967, à la requête du ministère des Affaires culturelles du Québec, Ludmilla Chiriaeff crée une nouvelle école de danse soit l’École supérieure de danse, prolongement de l'Académie. Cette école obtient son indépendance des Grands Ballets en 1980 en devenant l'École supérieure de danse du Québec. Mme Chiriaeff se retire de la direction des Grands Ballets Canadiens en 1974, pour se dédier à l'enseignement et implanter des cours de ballet de différents niveaux à travers les écoles du Québec. En 1981, la création de la Fondation Ludmilla Chiriaeff s'ajoute à ses nombreuses réalisations et poursuit sa mission de propager la danse à travers la province en remettant des bourses d’études associées à la formation professionnelle en danse.
En plus d’avoir été une danseuse professionnelle, Ludmilla Chiriaeff a été enseignante, membre de jury pour des concours de ballet et a offert des conférences autant à Montréal qu’à l’international. Sa compagnie, les Grands Ballets Canadiens, est encore aujourd’hui présente dans le domaine de la danse, il s’agit même d’une des plus grandes compagnies de ballet au pays. Les Grands Ballets Canadiens ont plusieurs productions annuelles qui attirent de nombreux amateurs telle que la production Casse-Noisette présentée durant les fêtes. Ludmilla Chiriaeff est considérée comme la marraine du ballet au Québec, en raison de son apport pour le rayonnement de la danse classique au Canada. Au cours de sa carrière, elle aura créé plus de 300 ballets autant pour des émissions de télévision que pour des spectacles sur scène. Pour la télévision il est notamment question de Jeu de carte (1954) sur de la musique de Igor Stravinsky, Une Nuit sur le mont Chauve avec de la musique de Modest Mussorgsky ainsi que Carnaval des animaux (1957) arrangé avec de la musique de Camille Saint-Saëns. Ludmilla Chiriaeff a créé plusieurs chorégraphies au sein des Grands ballets. Parmi ceux-ci nous retrouvons Cendrillon (1962) arrangé sur du Mozart, Mémoire de Camille (1961) avec de la musique de Giuseppe Verdi ainsi que Suite Canadienne (1957), une œuvre célébrant la culture québécoise, arrangée par Michel Perrault, qui fut retravaillé dans le cadre du documentaire La Suite Canadienne sorti en 2023.
Le 8 mars 2022, le ministère de la Culture et des Communications désigne Ludmilla Chiriaeff comme personnage historique par son apport dans le domaine des arts et de la culture. Elle rejoint ainsi le Répertoire du patrimoine culturel du Québec.

## Distinctions
- 1967 - Récipiendaire de la Médaille du Centenaire
- 1969 -  Officier de l'Ordre du Canada[13]
- 1978 - Membre de l'Académie des Grands Montréalais
- 1980 - Prix Denise-Pelletier pour les arts d'interprétation
- 1984 -  Compagnon de l'Ordre du Canada[13]
- 1985 -  Grande officière de l'Ordre national du Québec[7]
- 1992 - Médaille Nijinski remise à des artistes d'envergure internationale en reconnaissance de leur contribution au monde de la danse
- 1993 - Prix des arts de la scène du Gouverneur général
- 2011 - Inauguration du monument commémoratif de Ludmilla Chiriaeff, Centre d'interprétation multiethnique de Rawdon, Qc, Canada[14]
- 2022 - Nommée Personnage historique par le Gouvernement du Québec
- 2024 - Inauguration du Jardin Ludmilla Chiriaeff, Centre d'interprétation multiethnique de Rawdon, Qc, Canada, à l'occasion de son 100e anniversaire de naissance[14]